# زنبق دماوند
زنبق دماوند (نام علمی: Iris demawendica)  یکی از گونه‌های سردهٔ زنبق است. این زنبق با گونهٔ (نام علمی: barnumae) یا زنبق ارومیه بسیار نزدیک است و گیاه‌شناسان اکنون آن را به عنوان زیرگونه ای از گونهٔ نامبرده به شمار می‌آورند ولی این گیاه به دلیل برگ‌های قدری پهن‌تر و گل‌های بنفش ارغوانی تیره‌تر خود با آن اختلاف دارد. ارتفاع گیاه ۲۰ سانتی‌متر است. در دامنهٔ کوه‌ها و معمولاً در بالاتر از ارتفاع  ۲۳۰۰ تا ۳۳۰۰ متری در کوه‌های البرز از ناحیهٔ کندوان تا ناحیهٔ فیروز کوه می‌روید. فصل گلدهی خرداد تا تیر است.